# Storia dell'Hockey Club Lugano
Qui potete trovare tutto quello che riguarda la storia dell'Hockey Club Lugano, dalle sue origini fino ai giorni nostri. Durante la stagione 2010-11 l'HC Lugano ha festeggiato i 70 anni di fondazione del Club.

## Origini 1940-1960
L'Hockey Club Lugano viene costituito nel corso della stagione 1940/1941 quando, sul lago di Muzzano si giocavano le prime partite contro i "cugini" di Ambrì e le squadre improvvisate di Muzzano, Massagno e Paradiso. La costituzione vera e propria del club ha luogo durante la seduta dell'11 febbraio 1941 nella saletta del Ristorante Apollo. Tra i soci fondatori ci sono Antonio Caslani, i fratelli S. e Mario Arrigo, Ivo Badaracco, Bruno Soldini, Dino Bernardoni, Ivo Molina, Renato Crivelli, Guido Keller, Tullio Visani, Pepi Paulon, Livio Balmelli, Renato Paganetti, Kurt Tritten, Ezio Bernasconi, Federico Trachsel e Alfonso Weber. Proprio quest'ultimo viene eletto presidente anche perché, giocando nel FC Lugano, può assicurare alla squadra le maglie. Sette anni dopo la fondazione, il club abbandona il lago di Muzzano per andare nel quartiere di Loreto. Il cambiamento porta indubbiamente beneficio, facendo conoscere pian piano il gioco dell'hockey ai rioni cittadini.
A Loreto si svolgono le prime vere partite di disco su ghiaccio con esibizioni, tra l'altro, di quelli che sarebbero diventati i campioni del mondo: i canadesi del Mercury. Malgrado il gioco dell'hockey prenda sempre più piede, le autorità cittadine continuano a considerare Lugano città sostanzialmente calcistica. A nulla servono in particolare gli sforzi dell'allora presidente Luigi Bellasi nella ricerca di un sostegno della politica locale, con conseguente sfratto anche da Loreto. Nel 1955, dopo mille peripezie, il Lugano gioca alcune partite su quello che d'estate era il campo da tennis della pasticceria Münger di Paradiso. Il tutto grazie a due grandi animatori della famiglia bianconera: Cuccio Viglezio e Guido Keller. Sempre nel 1955 Albino Mangili mette in funzione l'impianto di Noranco. E proprio a Noranco approda il primo vero acquisto della storia bianconera: il grigionese Beat Rüedi.
Con Rüedi arriva il primo vero esempio da seguire: oltre a giocare e allenare, Rüedi si muove abilmente a tutto campo per poter realizzare quello che a Lugano era considerato un vero sogno: la pista artificiale. Nei tre anni trascorsi a Noranco il Lugano disputa i suoi primi campionati ufficiali e nel 1956 festeggia la sua prima promozione in prima divisione. Presidente è sempre Luigi Bellasi, mentre in comitato entrano l'onnipresente Cuccio Viglezio e Antonio Bariffi, già giocatore e che sarebbe divenuto in seguito il primo ticinese a rivestire la carica di presidente della Lega Nazionale. Durante l'ultima stagione a Noranco, il Lugano trova anche il suo primo acquisto canadese: Bob Mitchell, difensore prelevato dai Diavoli di Milano che porta a Lugano quei nuovi tiri che si chiamano slapshot! Il 1º dicembre del 1957 viene inaugurata la prima pista artificiale che porterà il nome di Resega.
Fra i presenti quel giorno anche colui che trent'anni dopo avrebbe portato il Lugano ai vertici dell'hockey svizzero e internazionale: Geo Mantegazza.
Ingegnere di professione, proprio facendo i calcoli statici della Resega ha il primo contatto con la famiglia bianconera. L'appuntamento più importante vissuto nei primi anni della Resega è ai quei tempi la Coppa Pedrolini, dal cognome della famiglia allora proprietaria dell'impianto, che ospita le più forti compagini europee come lo Stoccolma, i Wembley Lions, il Parigi e i Diavoli di Milano. La stagione inaugurale della Resega coincide con il primo professionista che indossa la maglia bianconera: Gene Miller, cui segue il funambolico cino-canadese Larry Kwong. Alla fine degli anni 50 passa da Lugano pure un giovinetto svizzero di nome Gérald Rigolet che in seguito, con il Villars e lo Chaux de Fonds si sarebbe rivelato uno dei più grandi portieri della storia dell'hockey svizzero.

## Anni 1960-1980
Nella stagione 1963/1964 l'HCL raggiunge finalmente l'agognata promozione in LNB grazie all'ingaggio del difensore Elwyn Friedrich e dell'ala Roland Bernasconi, entrambi nazionali e già campioni svizzeri con il Villars. In quella stagione si affaccia sul ghiaccio della Resega un grande talento che avrebbe fatto storia a Lugano: Alfio Molina. Ed è proprio il quindicenne Alfio Molina a trascinare la squadra bianconera verso la serie B che viene conquistata per la precisione il 29 febbraio del 1964 sulla pista di Rapperswil. Grande è poi lo choc per i sostenitori dell'Ambrì quando il Lugano supera i rivali in Coppa Svizzera: la partita si decide ai supplementari con una rete di Moretti. La vendetta dell'Ambri in campionato è comunque terribile: 13 a 2! A tutt'oggi l'affermazione più netta nella lunga storia dei derby. Ecco alcuni tra i nomi dei giocatori che hanno segnato i primi anni della storia bianconera alla Resega: Friedrich, Faoro, Moretti, Stephani, Hochstrasser, Mazzola, Brambilla, Molina, Rezzonico, Corti, Giudici, Bernardoni. Nelle varie formazioni di quegli anni s'inseriscono anche tre leventinesi: Silvio Baldi, Ennio e Danny Tenconi.
Riserva di Molina è Roger Corpataux. Nella stagione 1970-1971, con gli acquisti di Arturo Baldi dall'Ambri, Marzio Agustoni, un bellinzonese messosi in luce nel Grasshopers, di Bernard Côté e del cecoslovacco Karel Blažek, protagonista di una vera fuga in Svizzera durante un torneo a Lugano, i bianconeri festeggiano la promozione in LNA. L'incontro chiave della stagione è Lugano-Losanna disputato alla Resega davanti a 6000 spettatori e vinto dai bianconeri per 3 a 1. La squadra comprende ben otto giocatori del vivaio: Molina, Corti, Rezzonico, Giudici, Brambilla, Bernardoni, Bernasconi e Cereghetti. A trent'anni dalla sua fondazione, la società vede così il sogno diventare realtà! Dopo il Vallese il Ticino è il secondo cantone a vantare due club nella massima categoria. Molina corona la sua straordinaria carriera quando, ai mondiali di Praga, risulta il secondo miglior estremo difensore in assoluto mentre l'avventura dei bianconeri in LNA dura solo due stagioni dopo la retrocessione in LNB nella stagione 1972/73.
Il Lugano si appresta così a trascorrere nove anni nella serie cadetta, tra risultati altalenanti, anche se con diversi giocatori che negli anni 70 infiammano la Resega come i finnici Juha Pekka Rantasila e Henry Leppä e lo statunitense Tom Vanelli. Nel 1975 il club bianconero fa le valigie e si trasferisce nella prima pista coperta di Lugano: quella di Mezzovico-Vira. I bianconeri vi giocheranno due campionati, il tempo necessario per coprire definitivamente anche la Resega. Nel 1978 nella storia del Lugano e dell'hockey svizzero entra colui che nel giro di pochi anni diventerà un grande personaggio: Geo Mantegazza. Con lui si materializza anche quello che molte volte sarà il settimo giocatore sul ghiaccio: la Curva Nord! Il nuovo staff dirigenziale formato da Geo Mantegazza, Severo Antonini e Fausto Senni conquista subito due risultati storici: per la prima volta il Lugano si classifica davanti all'Ambri, per la prima volta, il 23 ottobre 1979, viene espugnata la Valascia (5-2). L'uomo in più è nell'occasione Jim Koleff che diventa l'idolo della Nord. Vestirà i colori bianconeri per due stagioni.

## Gli anni ottanta
Nella stagione 1979/1980 ritorna a Lugano dopo l'esperienza a Losanna anche un giocatore che resterà legato ai colori bianconeri per molto tempo: Fabio Gaggini.
Due grandi nomi approdano nel 1980 sulle rive del Ceresio. Freschi della straordinaria medaglia d'oro conquistata con la nazionale statunitense alle olimpiadi di Lake Placid, arrivano infatti Mark Pavelich e John Harrington. Ma i due deludono tifosi e società e si fermano a Lugano solo un campionato. Pavelich passerà poi ai New York Rangers risultando uno dei migliori.
La Resega vive comunque in quegli anni uno dei suoi campionati più affollati facendo registrare una media di quasi 8.000 spettatori a partita! Così, nella stagione 1981/1982 Lugano decide di investire parecchio nella campagna acquisti, regalandosi ben otto nuovi giocatori. Fra tutti spicca il nome del capitano della nazionale svizzera Aldo Zenhäusern. Gli stranieri sono Réal Vincent e Bernard Gagnon.
Altri due importanti arrivi sono quelli di Claude Domeniconi, arcigno difensore che negli anni successivi darà molto al club e Bruno Rogger, dei primi svizzeri d'America. Fino a dicembre però la squadra non rende come ci si aspetta, l'allenatore-giocatore Vincent decide allora di dedicarsi esclusivamente al ruolo di coach, abbandonando quello di difensore: al suo posto inserisce Rogger, fino a lì attaccante, mentre in attacco viene ingaggiato un nuovo straniero: Bob Sirois.
La mossa risulta vincente e il Lugano torna in LNA unitamente ai cugini leventinesi dopo un'entusiasmante poule di promozione, trionfatore anche su piste prestigiose come l'Allmend di Berna e l'Hallenstadion di Zurigo. Per l'avventura in serie A, il Lugano ingaggia un difensore americano, Bob Hess, oltre 300 partite in NHL e la capacità di infiammare i tifosi con discese spettacolari anche se non sempre redditizie. Altri giocatori di esperienza rinforzano i colori bianconeri: Giovanni Conte, Daniel Blaser e Jean-Claude Courvosier.
Ma il vero acquisto è la grande promessa dell'hockey svizzero: l'appenzellese Jörg Eberle. Il campionato dei bianconeri non è comunque memorabile con il sesto posto finale. A fine stagione un artefice della scalata bianconera in LNA conclude definitivamente la propria carriera: Alfio Molina.
Eberle lascia invece Lugano per trasferirsi a Davos. Per dare una scossa a tutto l'ambiente il presidente Mantegazza avvia allora una vera rivoluzione tecnica, chiamando un nuovo allenatore dalla Svezia: si tratta di John Slettvoll. Con lui, inflessibile dentro e fuori dal ghiaccio, arriva un giocatore destinato a diventare il beniamino della Resega: Kent Johansson!
Lo scattante no. 25 ha qualche problema di ambientamento, ma dopo Natale ecco la sua esplosione! Al suo fianco, un finlandese che non sempre si dimostra l'ala adatta per Johansson: Häkan Hjerpe.
L'entusiasmo per l'hockey a Lugano cresce e altri giocatori importanti completano una rosa sempre più competitiva, ossia Beat Kaufmann e Arnold Lörtscher.
La stagione 1983/84 è molto regolare: la squadra si classifica al 4. posto. Per affrontare la stagione 1984/85, il Lugano di Slettvoll si rinforza ulteriormente con due pedine fondamentali: Mats Waltin e Fredy Lüthi.
Il primo è un vero pilastro della nazionale svedese: con Ingemar Stenmark e Björn Borg fa parte dei miti dello sport svedese. Con loro arriva anche un altro giocatore che trascorrerà diverse stagioni in bianconero: Beat Eggimann.
Tra le partenze da notare quelle di Aldo Zenhäusern e Martin Lötscher mentre Fabio Gaggini chiude la carriera agonistica. Lo squadrone bianconero insegue i campioni del Davos per tutta la stagione ma non gli riesce di strappare l'ennesimo titolo ai grigionesi. Conclude comunque quella che fino a lì è la miglior stagione della sua storia con la conquista del secondo posto. Gran mattatore tra i bianconeri è il folletto Johansson.
Slettvoll prepara la stagione 1985/1986 consapevole che potrebbe essere davvero la stagione più importante della storia del club bianconero. La campagna acquisti porta a Lugano due altre pedine di belle speranze: Sandro Bertaggia e Andy Ton mentre ritorna da Davos, reduce da due titoli nazionali, Jörg Eberle. Con loro arriva anche un grigionese talentuoso: Roberto Triulzi da St. Moritz.
Una stagione, quella 1985/1986, da incorniciare che finisce con il premio più ambito, cioè la consegna a capitan Kaufmann della coppa dei primi playoff svizzeri vinta sulla bellissima pista di Davos. Il Lugano è campione svizzero. Mattatore della serata e del campionato intero ancora una volta Kenta Johansson con ben quattro reti nella gara decisiva che rovesciano il punteggio da 2-4 a 7-5. La pista di Davos è tinta totalmente di bianconero con più di 3000 tifosi a seguire la squadra. E quella sera comincia quella che sarebbe diventata l'era del "Grande Lugano". Seguendo il detto "squadra che vince non si cambia" Slettvoll affronta la sua prima stagione da campione in carica con gli stessi giocatori dell'anno precedente. Da notare infatti solo l'arrivo del portiere Urs Räber, destinato a fare staffetta con Thierry Andrey.
Durante la stagione 1986/1987 che vede sempre il Lugano in testa alla classifica, passa da Lugano per qualche partita anche l'artefice di quella che sarebbe risultata la più grossa bagarre nella storia del derby ticinese: Mats Hallin. L'86/87 è anche la stagione che lancia il Lugano in Europa. Vittoriosi dapprima a Berlino Est, i bianconeri eliminano quella che era considerata a quel momento la squadra occidentale più forte in assoluto: il Colonia! Nessuna squadra svizzera era mai riuscita a raggiungere il traguardo della fase finale della Coppa Europa. In campionato il Lugano si ripete alla grande, conquistando il suo secondo titolo nazionale in finale dei playoff contro il Kloten. A fine stagione diverse pedine fondamentali lasciano però il Lugano: Waltin, Lörtscher, Kaufmann, Triulzi e Von Gunten.
Per rimpiazzare le diverse partenze, dovute soprattutto al ritiro delle competizioni, sono chiamati per la stagione 1987/1988: il finlandese Kari Pekka Eloranta, Peter Jaks, Thomas Vrabec, Didier Massy e Remo Walder. Malgrado Slettvoll abbia una squadra da costruire, il Lugano si conferma padrone del campionato. Dopo il dominio nella regular season, nei playoff si aggiudica infatti il suo terzo titolo consecutivo, ancora a spese del Kloten.
I bianconeri s'impongono nella finale in tre partite vincendo l'ultima gara alla Resega con una rete di Vrabec al tempo supplementare sotto una Curva Nord letteralmente in delirio! Nota di riguardo anche per la Coppa Europa svoltasi in una Resega entusiasta. Gli ospiti d'onore sono CSKA Mosca, allora grande leader mondiale con le leggende Larionov, Makarov, Krutov e Fetisov!, il Färjestad e il Kosice.
Nulla può tuttavia il Lugano contro questi mostri sacri dell'hockey europeo. Il Lugano di John Slettvoll e Geo Mantegazza conquista il primo posto anche nella regular season 1988/1989. Quando però si avvicina la primavera, gli orsi bernesi si svegliano dal letargo e gli uomini della capitale federale soffiano al Lugano il titolo!
La sfida infinita si conclude dopo cinque battaglie alla Resega, sotto gli occhi increduli dei tifosi bianconeri.
Per la prima volta dall'introduzione dei playoff il Lugano lascia il titolo nazionale ad un avversario. La grande delusione porta alla sofferta separazione del pubblico dal suo grande idolo: Kenta Johansson. Con lui ritorna nel suo Ambri anche Peter Jaks e lascia Lugano anche Thierry Andrey.
A rilanciare il Lugano nella stagione 1989/1990 sono così chiamati il portiere Markus Bachschmied, il difensore Patrice Brasey e lo sconosciuto statunitense Lane Mc Donald. L'americano a campionato inoltrato, deve dire addio all'hockey per un grave problema ad un occhio. Il Lugano si trova costretto a cercare un nuovo straniero e ingaggia il ceco Dusan Pasek. Squalificato quest'ultimo dopo una violenta bagarre contro l'Ambrì, il "Mago" Slettvoll decide di chiamare a Lugano per i playoff un piccolo nippo-canadese di nome Steve Tsujiura. Questo piccolo grande uomo sarà all'origine del quarto titolo nazionale dei bianconeri, formando con Ton ed Eberle una linea terribile! In finale il Lugano si prende la rivincita per la precedente stagione vincendo in quattro partite e conquistando il titolo nell'impressionante pista dell'Allmend gremita di tifosi bianconeri. Il Lugano scrive ancora una volta il suo nome nell'albo d'oro dell'hockey svizzero. Un successo che in pratica chiude l'era del grande Lugano e con essa l'era di un presidente amatissimo dal pubblico, quella di Geo Mantegazza. Il Presidentissimo lascia infatti la squadra nelle mani di un altro beniamino della Resega: Fabio Gaggini.

## Gli anni novanta
Gaggini e Slettvoll si affidano per la stagione 1990/1991 a due stelle svedesi: Magnus Svensson, difensore potente e dal gran tiro e Mats Näslund, una star della NHL. Con loro approda a Lugano dall'HC Ajoie anche il portiere Wahl.
La stagione si chiude con il secondo posto in regular season e la sconfitta nella finale dei playoff contro il solito Berna in quattro partite. Il Lugano corona comunque l'annata con una nuova partecipazione al turno finale di Coppa Europa a Düsseldorf dove sfiora l'exploit con i campioni finlandesi del Turku.
Siamo all'inverno 1991/1992, uno dei più difficili. Il Lugano affronta la stagione con diversi nuovi acquisti. Per Näslund e Svensson, arrivano Gingras e Thibaudeau. Partono anche gli svizzeri Brasey, Fontana e Bachschmied e giungono sulle rive del Ceresio Doug Honegger, André Rötheli, Patrick Sutter, JJ Aeschlimann e John Fritsche.
Alla nona stagione alla guida del Lugano come allenatore, il "Mago" Slettvoll entra in crisi e con lui il suo Lugano.
Una stagione tribolata con il secondo rango nella regular season e, subito dopo i Giochi Olimpici, la cocente eliminazione ai quarti di finale dei playoff ad opera dello Zurigo di Arno del Curto. Per la prima volta nella storia dei playoff, il Lugano non è presente in finale. L'impresa della stagione resta comunque la qualificazione dei bianconeri alla finale della Coppa Spengler dove il Lugano stravince contro il Mannheim, batte il Malmö al supplementare, perde di misura dal Team Canada e batte ai rigori il CSKA Mosca! Il giorno successivo, nell'atto conclusivo, i maestri russi s'impongono per 5 a 2. Separatosi a fine stagione da John Slettvoll, il Lugano cerca una nuova filosofia di gioco e un nuovo stile di società.
Alla guida della squadra per la stagione 1992/93 viene ingaggiato il canadese Andy Murray, uomo dalla squisita gentilezza. Con lui arriva a Lugano un mito, colui che ha formato per anni un quintetto imbattibile nella nazionale russa e nel CSKA di Mosca: Igor Larionov.
Ad affiancare questa stella di prima grandezza dell'hockey mondiale, il ceco Petr Rosol. A Lugano atterrano da Berna anche due nazionali: Sven Leuenberger e Patrick Howald, oltre allo svizzero-canadese Mark Astley.
Sulla carta fortissimo, il Lugano non riesce però a prendere quota. Murray fatica ad adattarsi alla mentalità europea e a dicembre il club si vede costretto dalla situazione interna allo spogliatoio ad allontanarlo per richiamare Slettvoll. In aiuto arriva anche il canadese Brian Propp che con un Larionov finalmente ristabilitosi dopo una lunga pubalgia, formerà un duetto pericolosissimo. Tutto questo non basta però ad andare oltre la semifinale dei playoff. I bianconeri vengono infatti eliminati ai rigori dal Kloten alla Resega.
Larionov lascia Lugano e torna nella NHL dove vincerà per due anni di fila la Stanley Cup con i Detroit Red Wings. Con lui partono Massy, Lüthi, Propp, Rosol ed Eggimann.
La stagione 1993/94 porta allora sulle rive del Ceresio altri due svedesi: Jan Larsson e Pär Djoos, oltre a Sami Balmer e due novellini destinati a diventare beniamini del pubblico bianconero: Lars Weibel e Marcel Jenni, scovati da John Slettvoll nella nazionale Under 18 da lui diretta.
La novità più grande della stagione 1993/1994 è tuttavia la pista provvisoria chiamata Reseghina.
La vecchia Resega è infatti in fase di demolizione in attesa della costruzione di un impianto nuovo e moderno.
Terzo in regular season, il Lugano di Slettvoll viene eliminato nelle semifinali dei playoff una volta ancora ad opera del Kloten guidato da Michael Johansson, il fratello di Kenta.
John Slettvoll cambia ruolo e diviene il direttore sportivo dei bianconeri con il finlandese Timo Lahtinen ad occupare la panchina. I rinforzi per il campionato 1994/1995 si chiamano Tommy Sjödin, Pat Schafhauser e Peter Kobel.
Il campionato 1994/95 porta il Lugano alla conquista del 2. posto nella regular season alle spalle dello Zugo.
Ma i playoff, ancora una volta, tradiscono i bianconeri, eliminati nei quarti di finale dal solito Kloten che si impone alla Reseghina alla quinta sfida. Corroborata dal buon spettacolo offerto, la società rinnova la fiducia a Lahtinen e chiama a Lugano, per dargli una mano, un fresco vincitore della Stanley Cup, il franco-canadese Stephane Lebeau, oltre a due vecchie volpi dei cugini biancoblu, Keith Fair e Rick Tschumi. Il campionato 1995/96 si apre con un avvenimento che passerà alla storia: l'inaugurazione della tanto desiderata nuova pista della Resega, avvenuta il 25 settembre 1995 con la prima di campionato fra Lugano e Losanna. Dopo l'indimenticabile festa però iniziano i tempi duri e a ottobre il club si separa per mancanza di risultati da Lahtinen. John Slettvoll torna allora in panchina ma l'arma non si rivela vincente.
Il Lugano conclude il campionato solo al 7. rango e nei playoff viene subito eliminato, guarda caso ancora dal Kloten. Oltre che per l'inaugurazione della Resega, la stagione 1995/1996 sarà ricordata per il triste destino toccato al difensore bianconero Pat Schafhauser che la sera del 5 dicembre 1995, sulla pista di Davos, va a sbattere violentemente contro la balaustra procurandosi una lesione del midollo spinale che lo costringe sulla sedia a rotelle. Dopo questo triste incidente viene costituita su iniziativa del Lugano la Fondazione Pat Schafhauser, ideata allo scopo di creare un fondo per eventuali incidenti di gioco. La Fondazione organizza ogni anno il famoso All Star Game.
Per la stagione 1996/1997 occorrono nuovi stimoli e il Lugano chiama alla transenna una vecchia conoscenza dell'hockey bianconero: Mats Waltin, reduce da due stagioni alla guida del Davos. Con lui arriva un altro grande svedese, Michael Nylander che lascia i Calgary Flames (NHL) per indossare la maglia bianconera.
Parte invece per motivi professionali colui che con Kenta resterà per sempre nel cuore dei tifosi luganesi, ovvero Jörg Eberle. Con lui lascia il club anche il nazionale Sutter.
La stagione 96/97 è abbastanza deludente nella prima fase. Poi la squadra cresce, ispirata da Nylander e rinforzata dal russo Pavel Torgaev, sconfigge finalmente lo spauracchio Kloten prima di essere battuta nella semifinale dei playoff dal Berna di Gaetano Orlando.
La tifoseria ha fame di vittorie e la società appronta una campagna acquisti da protagonista. Oltre ai promettenti giurassiani Julien e Geoffrey Vauclair, arrivano il nazionale Patrick Fischer, Andy Näser, il canadese Todd Elik, croce e delizia dentro e fuori dal ghiaccio, lo svedese pluri-campione Peter Andersson, Trevor Meier, Rolf Ziegler e ritorna dal Canada lo svizzero-canadese Mark Astley.
Fra le partenze da notare quelle dei tre stranieri Lebeau, Torgaev e Nylander. La stagione comincia però male e a novembre Waltin viene sostituito da Jim Koleff che era venuto a Lugano in qualità di direttore sportivo.
Jim riporta la squadra nelle prime posizioni della classifica ma non riesce a salvare la stagione con la squadra bianconera eliminata al primo turno dei playoff dal Davos, ancora una volta dopo i tiri di rigore alla Resega.
Grande soddisfazione invece per Julien Vauclair, selezionato addirittura dai prestigiosi Ottawa Senators.
A Lugano si vuole tornare a vincere e per farlo Jim Koleff chiama due uomini di grande esperienza a lui ben noti: Gaetano Orlando e Misko Antisin: da Berna arrivano anche Régis Fuchs e Gaetan Voisard. Per aiutare il reparto difensivo e Lars Weibel, ecco anche il primo portiere straniero della storia bianconera: Cristobal Huet, un giovane francese pronto ad esplodere. In previsione del futuro ottenimento del passaporto rossocrociato il Lugano fa suo inoltre Igor Fedulov, capocannoniere della LNB. Fra le partenze quella di Sjödin, per anni anima della difesa bianconera. La regular season è all'insegna dell'incostanza anche per gli infortuni alla mano che colpiscono Orlando, sostituito da Bill Mc Dougall.
All'inizio dei playoff l'organico è però al completo e in grande forma. Il Lugano soffre con il Davos, elimina alla grande e con una difesa e un portiere quasi insuperabili i campioni in carica dello Zugo e si prepara ad affrontare in finale l'Ambrì, protagonista di una regular season da record. Il Ticino è in agitazione e l'aria del derby si sente in ogni parte. Grazie alla maggior freschezza ed esperienza, il Lugano edizione 1998/1999 conquista il suo quinto titolo nazionale il 5 aprile 1999 alla Valascia, superando i cugini in cinque partite e andando a vincere in valle ben 3 incontri su 3. Protagonisti di questa impresa tutti i giocatori, ma un gradino più in alto troviamo sicuramente il portiere Huet, il difensore e capitano Andersson e l'indistruttibile Orlando che a 36 anni chiude la sua strepitosa carriera.
La stagione 1999/2000 offre ai tifosi bianconeri serate memorabili e di grande spettacolo hockeystico. Il Lugano domina in lungo e in largo la regular season, chiusa con 68 punti all'attivo e ben undici di vantaggio sul secondo classificato. Ma la vera impresa la squadra bianconera, rafforzatasi in particolare con Philippe Bozon, Christian Dubé, già prima scelta dei New York Rangers nel 1996, Oliver Keller e dopo Natale anche Wes Walz la compie in Eurolega dove, dopo aver sconfitto alla Resega per 3-1 la Dynamo Mosca e ai rigori gli Ice Tigers di Norimberga approda al Semifinal Round.
Gli uomini di Koleff vincono la sfida casalinga con lo Slovan Bratislava e, in una partita dalle mille emozioni, espugnano al ritorno anche la pista dei campioni slovacchi per 6-5. La serietà e la professionalità del club portano a Lugano il Top Four Final, il girone finale a quattro per laureare la squadra campione d'Europa e, in una Resega in agitazione davanti a 24 000 spettatori in quattro partite, i russi del Metallurg Magnitogorsk capitanati da Gomoljako fanno il bis battendo in finale lo Sparta Praga. Proprio i campioni cechi avevano fatto svanire la sera prima all'overtime il sogno bianconero. Una partita fantastica risolta dal ceco Vujtek dopo che il Lugano aveva più volte sfiorato il gol della vittoria.
La straordinaria avventura europea lascia però il segno nelle gambe e nella mente dei giocatori. I playoff si aprono con i facili successi su Friburgo e Ambrì ma in finale con gli ZSC Lions il Lugano cala vistosamente. Le partite sono tiratissime, Andersson è a letto con l'angina e nonostante gli spunti di Dubé e Bozon, il Lugano s'inchina all'Hallenstadion in "gara 6" quando a 10 secondi dalla sirena Plavsic insacca il gol del 4-3. Zurigo campione svizzero e Lugano protagonista di un'annata splendida pur senza titoli da aggiungere in bacheca.

## Gli anni Duemila

### 2000-2001
La stagione 2000/2001, quella del 60º compleanno dell'HCL, ricalca per certi versi quella precedente. I bianconeri chiudono infatti la regular season al comando, sempre davanti agli ZSC Lions.
In questa stagione entra per la prima volta nello staff tecnico del Lugano come video-coach della prima squadra e come assistente degli Juniori Elite un italiano, Alessandro Benin.
In occasione dei festeggiamenti del 60º, una partita casalinga contro il Davos viene giocata indoassando una maglia vintage.
Quarti di finale e semifinali dei playoff sono assai sofferti e i successi contro rispettivamente Friburgo e Berna giungono grazie soprattutto al carattere e all'esperienza che consentono diverse vittorie all'overtime e soprattutto ai rigori dove, tra l'altro, l'implacabile JJ Aeschlimann chiude all'Allmend la grande carriera di Renato Tosio con la sua arma più famosa: "la finta JJ".
La finalissima con lo Zurigo è intensissima, spesso scorretta a tratti polemica. Il Lugano si porta sul tre a uno nella serie ma in "gara 5" alla Resega non chiude il conto. "Gara 7" del famoso 7 aprile 2001 è allora palpitante: segna Dubé ma Zeiter pareggia al 51'. Si va ai supplementari dove Morgan Samuelsson fulmina Huet e gela il sangue dei tifosi bianconeri. Malauguratamente, non gela però il sangue di una trentina di delinquenti, protagonisti di gravi atti d'inciviltà durante la premiazione.

### 2001-2002
Nella stagione 2001/2002 viene costituita la Hockey Club Lugano SA, la società anonima che gestisce l'attività della prima squadra e della squadra Juniori Elite.
La gloriosa Associazione HCL resta in vita quale azionista di maggioranza della HCL SA e quale società cappello per il settore giovanile, la Sezione Femminile del Club e la squadra veterani. Primo presidente del CdA della HCL SA diventa Beat Kaufmann, mentre Fabio Gaggini resta al vertice dell'Associazione HCL.
Il campionato inizia con la partita Lugano-Rapperswil che sarà ricordata come la prima (e si spera l'ultima) giocata a porte chiuse per gli incidenti durante la finale della stagione precedente. Sulla panchina del Lugano arriva un ex giocatore della "Grande Russia": Zinetoula Biljaletdinov.
Con lui raggiunge Lugano un giocatore già noto e apprezzato in Svizzera: Petteri Nummelin.
Inoltre fanno ritorno sulle sponde del Ceresio gli inseparabili André Rötheli e Patrick Sutter, mentre da Ambrì arriva Ryan Gardner. Parte Philippe Bozon, sostituito da Mike Maneluk.
Il Lugano ha un ottimo inizio di stagione ma gradualmente perde lucidità e gioco, fino all'eliminazione dalla Continental Cup ad opera dei Vipers Milano, cosicché la dirigenza bianconera si vede costretta a prendere la drastica decisione di allontanare l'allenatore in carica.
Al suo posto ritorna sulla panchina Jim Koleff che fino ad allora ricopriva il ruolo di Direttore Sportivo.
Prima dei playoff e dopo una storica tournée in Giappone, vengono acquistati due nuovi giocatori per rinforzare le file bianconere: Noël Guyaz da Coira e Ronnie Rüeger da Zugo.
Quest'ultimo prenderà il posto tra i pali di Cristobal Huet, che in estate lascerà poi Lugano per approdare alla corte dei Los Angeles Kings nella NHL, per permettere al Lugano di giocare con tre stranieri di movimento. Arrivano quindi l'attaccante Bob Lachance e il difensore Greg Andrusak.
Al termine della regular season i bianconeri si ritrovano al secondo posto dietro al solo Davos, ma i playoff non regalano grandi soddisfazioni con la nuova eliminazione da parte dei soliti Lions dopo aver superato lo Zugo nei quarti. Campione Svizzero risulterà la compagine grigionese, grande dominatrice dell'intera stagione.

### 2002-2003
Nella stagione 2002/2003 si apre il ciclo del "dopo Dubé" e del "dopo Huet", due giocatori che a Lugano hanno lasciato il segno.
Per sopperire alla partenza del forte giocatore numero 96 viene chiamato un talento dell'hockey svizzero Adrian Wichser che risulterà, al termine della regular season, il giocatore di DNA con il maggior numero di reti segnate. Portiere titolare è Ronnie Rüeger.
Jimmy Koleff chiama ad affiancare il duo straniero Maneluk-Nummelin, una vecchia conoscenza dell'hockey svizzero, l'americano Corey Millen, già apprezzata pedina dell'HCAP, che delude tuttavia le aspettative.
Sulle rive del Ceresio fa ritorno anche Krister Cantoni, cresciuto nelle giovanili bianconere, che negli anni passati lontano dalla Resega ha maturato una buona esperienza.
Il Lugano stenta però a ingranare e ha difficoltà nel trovare il proprio gioco. Koleff decide di acquistare un altro giocatore canadese: Brandon Convery.
La mossa non dà tuttavia i frutti sperati e, dopo l'ennesima sconfitta (ad opera del Berna dell'"ex" Dubé) i vertici luganesi si trovano alle corde e decidono di separarsi definitivamente da Koleff il cui rapporto con i tifosi e con i mass-media appare ormai logoro. Si chiude così bruscamente un'epoca.
Alla transenna arriva Larry "Harry Potter" Huras che infonde fiducia e grinta partita dopo partita, rendendo nuovamente grande il Lugano che, come per magia, torna capace di imporre il suo gioco migliore e di divertire il pubblico.
Al termine di una regular season molto equilibrata il Lugano è quarto. Lo precedono nella graduatoria Davos, ZSC, e Berna.
La serie dei playoff inizia contro il Kloten, che si rivela come sempre avversario ostico, ma il ritrovato Lugano riesce a dettare ritmi e tempi, aggiudicandosi la qualificazione alla semifinale.
Nel frattempo, a rinforzo della linea difensiva priva temporaneamente di Nummelin infortunato, arriva anche il solidissimo e affidabile terzino americano Barry Richter.
L'avversario da affrontare in semifinale è ancora una volta lo Zurigo Lions.
Quest'anno però finalmente la tendenza s'inverte e grazie a due convincenti vittorie all'Hallenstadion, i bianconeri s'impongono con il parziale di 4-1 grazie anche alla buona vena realizzativa di Convery e Maneluk e al grande lavoro difensivo di tutta la squadra.
Ad attendere il Lugano in finale, il Davos di Arno Del Curto, campione in carica.
Le prime due partite vengono vinte dai grigionesi, che sembrano riuscire nell'impresa di respingere gli attacchi luganesi al trofeo nazionale, ma il Lugano non molla, mette in pista tutta la sua grinta e a partire da Gara 3, con un carattere da far invidia ai più grandi gladiatori e sospinto dal famoso "Non mollare mai" intonato della Curva Nord, si aggiudicherà le rimanenti quattro partite.
Un'impresa firmata dalla squadra come tale più che dalle individualità, ad immagine di Rüeger, dell'infaticabile Keith Fair, dell'utilissimo Murovic, del geniale Nummelin, dell'ispiratissimo Rötheli.
Gara-6, che conta quale match point, viene nettamente dominata da Capitan Fuchs e compagni davanti ad una Resega gremita in ogni ordine di posti, con un perentorio 4-0 scaturito da una prestazione collettiva d'eccellenza.
La formazione bianconera strappa così la coppa dalle mani di un delusissimo Reto Von Arx e porta il sesto titolo della storia bianconera sulle rive del Ceresio.
Un titolo che tutti i tifosi luganesi ricorderanno come l'ultimo vinto dal grandissimo Sandro Bertaggia in qualità di giocatore. Sandro, indomito mastino, grande uomo e giocatore esemplare, decide infatti di concludere la propria carriera, al termine di una fantastica carriera durata ben 18 stagioni con più di 800 presenze in LNA e sei titoli di campione svizzero con la maglia del Lugano! Quella maglia Numero 2 che nessun altro bianconero potrà più indossare.

### 2003-2004
La rosa bianconera degli svizzeri per la stagione 2003/2004 presenta solo qualche piccolo ritocco: in sostituzione del grande Sandro Bertaggia, arriva a Lugano da Langnau il talentuoso e giovane difensore Steve Hirschi, classe 1981.
Durante l'estate si parla molto del possibile arrivo di Oleg Petrov in sostituzione di Maneluk ma poi, per volere di tutti (società e Curva Nord in primis) si decide di tenere Iron Mike al quale è affiancata un'icona dell'hockey finlandese, quel Ville Peltonen, già campione del mondo con una sua tripletta in finale, che a gennaio aveva alzato proprio alla Resega, in qualità di capitano dello Jokerit, il trofeo di vincitore della Continental Cup. Terzo straniero è l'intoccabile Petteri Nummelin che riceverà, tra l'altro, anche il premio come MVP per la stagione precedente. Da notare con orgoglio e piacere l'inserimento di due giovani nella rosa della prima squadra: Mattia Bianchi (classe 1984) e Roman Botta (pure classe 1984).
Il campionato comincia e prosegue nel migliore dei modi con i bianconeri che, sospinti soprattutto dalla straordinaria vena offensiva degli stranieri, concludono la regular season davanti al Berna in testa alla classifica con il record di punti mai registrati: 74 punti in 48 partite giocate! In questa stagione viene anche occasionalmente utilizzata una terza maglia di colore giallo.
Ad inizio gennaio la squadra, accompagnata da oltre cento tifosi, vive l'esperienza sportiva e di vita di Homel', nella poverissima Bielorussia. Sportivamente, resta una certa delusione per la nuova medaglia di bronzo nel Superfinal della Continental Cup. Dopo la vittoria sul Rouen, il Lugano perde di misura con i padroni casa (3-2), prima di vincere la finalina giocando una bellissima partita contro i vice campioni russi in carica del Severstal Cherepovets.
Il 22 febbraio 2004 la Resega vive un pomeriggio di profonda emozione. In un ambiente di grande partecipazione collettiva vengono ufficialmente ritirate le maglie no. 1 di Alfio Molina, no. 2 di Sandro Bertaggia e no. 4 di Pat Schafhauser con quest'ultimo collegato "live" via satellite ed estremamente commosso da Minneapolis sui nuovi schermi giganti.
Nel primo turno dei playoff i bianconeri affrontano il Friburgo che eliminano in quattro partite. In semifinale riecco spuntare i fantasmi degli ZSC Lions. Il Lugano vince nettamente la prima gara casalinga ma perde le tre successive di cui una all'overtime alla Resega e una ai rigori in trasferta! I bianconeri annullano il primo matchball zurighese alla Resega, il secondo all'Hallenstadion grazie ad un'incredibile rimonta negli ultimi istanti di gioco (con Rüeger in panchina e rete di Peltonen a pochi secondi dal termine) e un gol all'overtime di Maneluk ed il terzo ancora alla Resega: il Lugano elimina i Lions e si trova in finale.
A giocarsi la finale per il titolo di Campioni Svizzeri saranno quindi gli uomini di Huras ed il Berna e per la finale si svolgerà "best of five". Si inizia alla Resega ed il Lugano appare in affanno per le energie psicofisiche spese in semifinale sino a due giorni prima, perdendo così subito il vantaggio casalingo. La seconda partita giocata alla BernArena viene vinta 2-1 ancora dagli orsi e, come con lo ZSC, ora il Lugano non può più perdere! Alla Resega la squadra scende sul ghiaccio giocando una partita perfetta e portando quindi il Berna alla quarta partita. Davanti ad un pubblico incredibile, impazzito per la squadra della capitale, ecco ancora una volta i bianconeri rimontare e segnare, grazie ad un guizzo geniale di Nummelin, il gol della vittoria a soli tre minuti dalla fine.
L'assegnazione del titolo si decide quindi alla quinta ed ultima partita davanti ad una Resega esaurita in ogni ordine di posto e dopo una memorabile caccia al biglietto. L'incontro è equilibrato fino alla fine, quando, a soli 32 secondi (!) dall'ultima sirena, Maneluk (con il Lugano ancora senza Rüeger in porta) pareggia con una saetta al volo e rimanda il tutto ai supplementari. Ma ormai le energie sono venute meno ed il Berna riesce a meritarsi la vittoria al 14.20 dell'overtime con una rete di Marc Weber al cospetto di un pubblico esemplarmente sportivo anche al momento della consegna della coppa. Un playoff davvero indimenticabile e che rimarrà nella storia come il playoff più bello mai giocato in Svizzera!

### 2004-2005
La stagione 2004/2005 resterà negli annali come una tra le più interessanti nella storia dell'hockey svizzero e una tra le più curiose nella storia dell'Hockey Club Lugano. I motivi sono presto detti: il lockout della NHL, che arricchisce il campionato rossocrociato con star mondiali quali Joe Thornton, Rick Nash, Niklas Hagmann, Dan Brière e Martin St. Louis e la prematura eliminazione dei bianconeri nei quarti di finale dei playoff ad opera dei campioni uscenti del Berna, poi sconfitti in semifinale dai futuri trionfatori del Davos. Tutto questo dopo che la squadra di Huras ha ancora una volta chiuso la regular season saldamente al comando, forte soprattutto delle prestazioni dei suoi due portieri e degli stranieri finlandesi: Petteri Nummelin e Ville Peltonen. Eh sì, perché, approfittando per l'appunto del lockout della NHL, l'HCL ingaggia l'estremo difensore dei Colorado Avalanche di origine friburghese David Äbischer. Quest'ultimo stimola Rüeger ad una grande regular season, tanto che alla prova dei fatti, complice la spada di Damocle della possibile ripresa in ogni momento oltre Atlantico, sarà proprio Ronnie a difendere la gabbia bianconera per un numero maggiore di incontri.
L'inverno dell'HCL è contrassegnato da una lunga trafila di infortuni tra cui i problemi agli adduttori che limitano il rendimento di Maneluk e due commozioni cerebrali che colpiscono in breve successione Benoit Gratton, il centro canadese voluto dallo staff tecnico per dare più peso all'attacco ma, in realtà, raramente all'altezza delle aspettative. Nonostante ciò, il Lugano si mantiene costantemente al vertice. Dalla Resega transitano provvisoriamente diversi giocatori stranieri di provenienza NHL come Kimmo Timonen, Jason Blake ma soprattutto Alex Tanguay, ventiquattrenne quebecois che subì il riacutizzarsi di un vecchio dolore ad un'anca poi, al rientro dopo due mesi, per lo stiramento di un legamento di un ginocchio. Tanguay deve quindi gettare la spugna e per i play-off, cui i bianconeri si presentano con il ruolo scomodo di favoriti, viene scelto Martin Gelinas (oltre 1000 presenze nella NHL, due Stanley Cup vinte e un'intera stagione alle spalle in LNB con il Forward Morges). Inoltre, proprio alla vigilia dei playoff, Paul Di Pietro, in forza al partner-team Coira per tutto il campionato, acquisisce la cittadinanza elvetica e può quindi rinfoltire la rosa luganese.
Per il secondo anno consecutivo, il Berna, reduce da un'annata tribolatissima e qualificatosi ai playoff per il rotto della cuffia, si rivela ostacolo insormontabile con un gioco difensivo efficace e maggior concretezza nei momenti topici. La serie si chiude complessivamente sul 4-1 con il suggello finale firmato dal giovane Furrer nell'ennesimo overtime perso nei playoff alla Resega. Per il club e i tifosi uno schiaffo difficile da digerire anche perché dopo quanto visto in regular season si ambiva decisamente più in alto. Un velo di tristezza anche per JJ Aeschlimann che, dopo 14 stagioni giocate in bianconero, lascia il club per chiudere a 38 anni la sua carriera agonistica a Losanna.

### 2005-2006
Parte il campionato 2005/2006. Il Lugano vince con regolarità. E spesso convince pure il suo pubblico esigente, nonostante i mugugni iniziali per la cessione di Maneluk. A Glen Metropolit, canadese tutto estro e concretezza proveniente dallo Jokerit Helsinki, che sarà capocannoniere della regular season, bastano poche settimane per far capire che, con il suo arrivo, la squadra ha compiuto un salto di qualità. Jason York, oltre 700 partite in carriera nella NHL, puntella la difesa. Si veleggia a lungo in testa alla classifica.
Qualche volta però la squadra assume un atteggiamento minimalista, tende a sedersi sul talento, a pavoneggiarsi, a guardarsi allo specchio.
Prima di Natale, il club annuncia, urbi et orbi, che Larry Huras non sarà il tecnico del futuro. Una notizia, francamente, non inattesa ma che alimenta polemiche perché parecchi uomini chiave accusano nelle settimane seguenti una flessione di rendimento. Un paio di vittorie pesanti ad Ambrì e a Davos danno comunque l'illusione che volere è potere. Ma quando cominciano i giochi che contano, dopo le intense emozioni olimpiche di Torino 2006 cui sette bianconeri hanno contribuito con anima e corpo all'argento della Finlandia di Nummelin, Peltonen e Hentunen e agli exploit dei rossocrociati contro Canada e Cechia, affiorano fragilità di nervi e scarsa incisività. Un Ambrì che sfrutta appieno le sue risorse spinge la squadra sull'orlo del baratro di un insopportabile smacco. I vertici societari reagiscono con l'esonero notturno del tecnico.
I nuovi condottieri Kreis (un'icona dell'hockey tedesco, head-coach in stagione al partnerteam Coira) e Ivano Zanatta ridistribuiscono le responsabilità, chiedono cervello, cuore e coglioni. E con l'arma dei poveri, l'umiltà, il gruppo, ormai senza più alibi, si compatta. Il gol rocambolesco di Vauclair alla Valascia è un segno del destino. Lo spogliatoio diventa granitico. Impermeabile ad ogni tentativo di destabilizzazione. Ogni giocatore è consapevole che solo immolandosi alla causa, il miracolo potrà avvenire. E l'impresa di recuperare dallo 0-3 nella serie, mai riuscita a nessuno in Europa e solo due volte nella storia della NHL, si concretizza il 19 marzo 2006. L'angoscia di perdere con i cugini svanisce, adesso per i tifosi bianconeri arriva il bello.
Sullo slancio il Lugano abbatte (4-1) quel Kloten, giustiziere del capolista Berna, mordace ma acerbo e getta il guanto di sfida al campione in carica, il Davos. Non c'è partita. Il Lugano sfiora la perfezione agonistica ed estetica, viaggia come un treno in accelerazione che travolge tutto e tutti. Ogni giocatore sublima le sue peculiarità. Gli eroi non sono i singoli, il folletto Nummelin, il bombardiere Hentunen, il terminator Gardner, il gladiatore Sannitz, il satanasso Metropolit, il capitano Peltonen. A trionfare è la squadra, la sua unità d'intenti cementata nelle difficoltà.
E, quando alla Resega, il 13 aprile 2006, squilla la sirena finale che decreta il successo in "gara 5", il popolo bianconero sale al settimo cielo. È la gioia più autentica, viscerale, quella che per provare bisogna aver tanto sofferto prima, il piacer figlio d'affanno, come scrive il Leopardi.
Ma è anche l'orgoglio per una squadra che ha insegnato al Ticino e alla Svizzera cosa significhi davvero onorare la maglia dell'Hockey Club Lugano.
Il 2005/2006 è anche l'anno del primo titolo di campionesse svizzere per il Ladies Team. Un "double" storico.
Al termine del campionato 2005/2006, Dopo essere stati proiettati al settimo cielo, la società e i tifosi bianconeri vivono mesi molto difficili. La società viene a trovarsi al centro di un'inchiesta giudiziaria. Tale inchiesta, non ancora conclusasi, è stata avviata a seguito di una serie di accertamenti di natura fiscale dai quali sarebbe emerso che, nel corso degli ultimi anni, gli stipendi di alcuni allenatori e di alcuni giocatori stranieri della squadra sarebbero stati versati, almeno parzialmente, «in nero» il che configurerebbe un illecito fiscale per mancata sottoposizione di tali somme all'imposizione fiscale ed ai contributi alle assicurazioni sociali. Secondo quanto indicato dalla procura si tratterebbe di mancati pagamenti per oltre 400 000 franchi l'anno sull'arco di 10 anni. La Lega ha incaricato il giudice unico di rivedere la procedura per l'ottenimento della licenza. Le possibili punizioni vanno dal semplice ammonimento fino alla revoca della licenza stessa. Uno "tsunami" anche mediatico che sfocia nel rimpasto dell'assemblea generale del 29 novembre 2006 con le dimissioni di Beat Kaufmann e Fabio Gaggini dai rispettivi incarichi, l'elezione di Fausto Gianini a presidente dell'associazione e soprattutto quella di un nuovo Consiglio d'Amministrazione della società anonima, presieduto e trascinato dal nuovo uomo forte del club, Paolo Rossi.

### 2006-2007
Come se non bastasse, la National Hockey League bussa alla porta di Metropolit e, in poche ore a metà giugno, anche di Nummelin, Peltonen e York. Un colpo durissimo sul piano sportivo. Mai un club svizzero aveva visto partire in un batter d'occhio quattro suoi giocatori per il palcoscenico più prestigioso.
Sul piano tecnico l'head-coach Ivano Zanatta e l'assistant coach Glen Williamson si ritrovano tra le mani ad agosto una squadra da plasmare e rifondare nelle sue gerarchie interne e nella suddivisione delle responsabilità. Tra i pali, dopo la partenza di Ronnie Rüeger per la natìa Kloten, viene data piena fiducia al giovane Simon Züger. In difesa vengono ingaggiati lo svedese Dick Tärnström, MVP dei Mondiali 2004 e fresco finalista della Stanley Cup e Jason Strudwick, solido lavoratore con una lunga esperienza in NHL. In attacco, i nuovi stranieri sono l'incostante scorer statunitense Landon Wilson e un altro svedese, il playmaker Rickard Wallin.
Impermeabile alle turbolenze esterne, il gruppo cresce sull'arco della regular season. È una squadra che ama definirsi operaia e che il popolo bianconero ama per questo. Sessanta minuti d'impegno costante, cambio dopo cambio, secondo i dettami di Ivano. Nonostante gli infortuni di Hirschi e Conne, capitan Jeannin e compagni disputano una stagione regolare addirittura superiore alle aspettative, lottando persino per il primo posto fino a tre giornate dalla fine e chiudendo al quarto rango.
Nel frattempo a gennaio 2007, la famiglia bianconera vive un'altra indimenticabile esperienza internazionale. Oltre duecento tifosi seguono l'HCL a San Pietroburgo nel Super Six con i campioni nazionali delle sei più forti nazioni europee. Il Lugano sul podio superando per 3-0 il Färjestad prima di inchinarsi con lo stesso punteggio all'Ak Bars Kazan, compagine russa dal potenziale finanziario degno della National Hockey League. Cinque giorni indimenticabili per chi li ha vissuti che rafforzano il calore e l'affetto verso i giocatori e verso il club, teso dal canto suo a dare di sé un'immagine più dinamica e istintiva come testimoniato dall'entrata gratuita offerta a tutti in occasione di una gara con il Basilea seguita da 6283 persone.
Si arriva così ai playoff dove l'avversario nei quarti è il Kloten di Eldebrink e Hollenstein in panchina e di Rintanen, Pittis e Hamr in pista. Il Lugano offre su un piatto d'argento all'avversario il vantaggio della prima partita in casa, perdendo "gara 1" con un inopinato crollo alla distanza. Espugnare la Schluefweg diventa così d'obbligo. L'impresa viene sfiorata nella prima rivincita, ma gli aviatori s'impongono dopo pochi secondi di overtime. Un roboante 8-1 rilancia le ambizioni bianconere, ma gli aviatori, grazie soprattutto al loro powerplay implacabile, allungano di nuovo. Dopo il nuovo successo ticinese alla Resega, è "gara 6" a decretare l'eliminazione. Il colpo di grazia giunge, con una discutibile gestione arbitrale di Prugger che fischia, con il puck ancora in movimento, proprio mentre Jeannin lo sta infilando in rete a 32 secondi dalla sirena finale per quello che sarebbe stato il gol del 2-2. Un epilogo che lascia l'amaro in bocca per una stagione comunque costruttiva in ottica futura. Da sottolineare anche il bis del Ladies Team, nuovamente campione nazionale e la promozione in prima lega del Ceresio-Lugano, compagine formata soprattutto da elementi degli Juniores Elite HCL e da ex giocatori del vivaio bianconero.

### 2007-2008
L'approccio alla stagione 2007/2008 è positivo e gli addetti ai lavori indicano il Lugano come una tra le squadre da battere. Le partenze in difesa di Tärnström e Strudwick, entrambi tornati in NHL, sembrano compensate sulla carta dall'arrivo dell'esperto difensore canadese Yannick Tremblay e dal ritorno in Svizzera, dopo alcuni anni in Nordamerica, dell'aitante Timo Helbling. In attacco, con Ryan Gardner ammaliato dalle sirene finanziarie degli ZSC Lions, il reparto perde uno dei suoi leader e cecchini, sostituito nelle aspettative dal nazionale Thierry Paterlini e dagli atletici Kostovic e Knoepfli. Per occupare il ruolo di primo centro al posto di Rickard Wallin, ritenuto dallo staff tecnico privo della necessaria personalità, viene ingaggiato il piccolo playmaker canadese Marty Murray, già vincitore della Calder Cup in AHL.
Il campionato inizia discretamente, anche se s'intuisce che la squadra appare poco creativa in fase offensiva. Il 18 ottobre 2007 Jukka Hentunen, top scorer dei bianconeri, lascia il Lugano confrontato con l'imperdibile opportunità di un contratto superlucrativo in Russia con la maglia dell'Ak Bars Kazan. L'addio improvviso del finlandese si rivela più pesante di quanto ci si potesse aspettare. La forza d'urto dell'attacco cala paurosamente, Tremblay e soprattutto Murray non riescono a trascinare i compagni al pari dell'acciaccato Wilson e degli svizzeri più blasonati, l'insicurezza serpeggia anche in retrovia, non da ultimo per il prolungarsi dell'assenza del convalescente Hirschi e per l'incostanza di rendimento del portiere Züger. A metà novembre, dirigenza e tifoseria s'illudono di aver trovato la soluzione. L'ex stella NHL (674 partite, 421 punti), il colored Anson Carter, noto anche per aver realizzato il gol fantasma che regalò al Canada i Mondiali 2003, atterra ad Agno ed esordisce con il botto, siglando tre reti in tre partite e destando immediata simpatia per il suo atteggiamento verso l'hockey e la vita. Tra infortuni ripetuti, ritardo di condizione fisica e qualche dubbio sulla sua reale motivazione, Carter sparirà tuttavia ben presto dal palcoscenico.
La società investe quanto ricavato dalla cessione di Hentunen riportando alla Resega con un accordo quadriennale David Aebischer, il primo svizzero ad aver sfondato in NHL (214 presenze), già vincitore della Stanley Cup, portiere di grande talento, relegato tuttavia nel frattempo ai margini della scena nordamericana. Simon Züger viene ceduto al Basilea. A cavallo tra novembre e dicembre il Lugano entra però in una crisi nera. 209 minuti senza reti, una fragilità psicologica e un'incapacità di reagire agli episodi negativi che, il 5 dicembre 2007, costano la panchina a Ivano Zanatta. Per dare una scossa viene chiamato Kent Ruhnke, con la reputazione del sergente di ferro e del motivatore. La mossa non sortisce tuttavia gli effetti desiderati. Ruhnke non riesce a trovare il feeling con i giocatori, non riesce ad imporre il suo credo di hockey aggressivo, fatica ad essere accettato da capitan Jeannin e compagni.
Dopo undici gare consecutive senza aver realizzato più di due reti, un'imbarazzante 0-5 casalingo contro i Langnau Tigers e con la linea dei playoff sempre più lontana, ecco allora, il 9 gennaio 2008, il clamoroso ritorno di John Slettvoll alla transenna. Per provare a salvare un'annata quasi compromessa irrimediabilmente, il club tocca le corde dell'emozione, si affida al carisma e alla psicologia di colui che, unanimemente all'interno e all'esterno dell'HCL, incarna la gloriosa storia dell'Hockey Club Lugano. Mancano tredici gare alla fine della regular season e il compito del sessantatreenne tecnico di Umeå è improbo: ricostruire il morale e restituire la voglia di giocare e di divertirsi ad un gruppo allo sbando, fortemente criticato dai tifosi e dai media con l'eccezione di pochi singoli tra cui spiccano l'instancabile Julien Vauclair e il fratello Tristan, le uniche due vere note liete della stagione.
John, venuto ad aiutare il club del suo cuore, si getta anima e corpo nell'impresa. Per completare il contingente degli stranieri vengono integrati il navigato scorer svedese Jonas Höglund e il centro finlandese Toni Häppölä. Ma la rincorsa ai playoff, partita con una striscia di quattro successi, resta incompiuta e, per la prima volta dopo ventidue anni, il Lugano si trova a disputare i playout. Playout che, come prevedibile, si rivelano un'esperienza da incubo. L'ansia di dover vincere, la paura di perdere al cospetto di una squadra più debole come il Basilea, gli infortuni a catena, trasformano cinque partite in sofferenza pura per gli oltre duemila tifosi che sono rimasti fedeli alla squadra e al club. Alla fine il Lugano ce la fa, grazie anche ad una rete pesantissima del giovane Chiesa in terra renana e alla ritrovata vena realizzativa di Landon Wilson. I pensieri più cupi svaniscono e l'ultima serata si chiude persino in letizia con John Slettvoll acclamato dal pubblico della Resega come un eroe a firmare autografi e a stringere mani che trasudano gratitudine. Una stagione che resta comunque un vero bagno d'umiltà a tutti i livelli. Una stagione da cui trarre i giusti insegnamenti per impostare il futuro.

### 2008-2009
E per la stagione 2008/2009, almeno alla transenna, si punta allora sulla continuità, con John Slettvoll che rinnova il suo accordo con l'HCL per una stagione e convince la società ad affiancargli due giovani connazionali assistenti di sua fiducia: Jesper Jäger e Christian Lechtaler.
La campagna acquisti è importante. All'addio di Jeannin, che varca la Sarine alla corte di Pelletier, Wirz e Knoepfli, il club risponde con l'ingaggio del nazionale Romano Lemm, che subì un serio incidente alla spalla che lo mette k.o per oltre metà stagione e soprattutto di Domenichelli, l'attaccante canadese per diversi anni leader dell'Ambrì, sposato ad una cittadina svizzera e pertanto in attesa di passaporto rossocrociato. Hnat parte con l'handicap del grave infortunio subìto a dicembre 2008 con la rottura del legamento crociato del ginocchio destro.
Ad agosto è già sul ghiaccio, conferma le sue doti di scorer con una ventina di reti, prima di essere bloccato da un nuovo problema allo stesso ginocchio. Certamente meno grave, ma sufficiente per fargli perdere il treno dei playoff.
Il vero botto è però il ritorno di Petteri Nummelin alla Resega dopo due stagioni in NHL. Il folletto finlandese non ha perso nulla del suo talento: il suo genio, le sue reti e i suoi assist sono un valore sicuro e uno spettacolo per gli occhi.
In un campionato sempre più equilibrato verso l'alto – tanto che alla fine s'imporrà il Davos di Del Curto, quarto della regular season e vincitore alla settima sfida di ogni serie di playoff, che il Berna dominatore della stagione regolare uscirà di scena ai quarti e gli ZSC Lions, trionfatori addirittura nella Champions League, lasceranno le penne pure loro nei quarti contro il Friburgo senza neppure vincere un incontro – il Lugano di Slettvoll ha un comportamento altalenante. A buone prestazioni si accavallano sconfitte che lasciano perplessi.
Sul piano delle individualità, oltre a Nummelin, all'ottimo Aebischer e al cecchino di licenza svizzera Brady Murray (figlio di Andy Murray), spicca il ventiquattrenne norvegese Patrick Thoresen, proveniente da Philadelphia, un vero ariete, capace di combinare, come pochi, forza fisica e qualità: sarà lui il vero trascinatore.
Deludente invece Randy Robitaille. Il centro canadese, giunto a Lugano a fine agosto accompagnato da enormi aspettative (top scorer in Svizzera nella stagione del lockout, più di 10 stagioni in NHL), deve superare anche un problema cardiaco ma, salvo rare eccezioni, non riesce praticamente mai ad ingranare.
Un capitolo a sé lo scrive John Pohl. Lo statunitense convince nella fase di preparazione, inizia il campionato con buon rendimento, viene lasciato in tribuna dallo staff tecnico con argomenti fors'anche poco convincenti ma, purtroppo, reagisce nel peggiore dei modi, assumendo un'attitudine negli allenamenti davvero inaccettabile. Sarà liberato a fine gennaio per far spazio al giovane difensore offensivo svedese Johan Fransson.
Il tormentone dei cinque stranieri diventa comunque la rovina dello spogliatoio e dell'ambiente. John Slettvoll non riesce a gestirlo nel modo più opportuno, i malumori si assommano e i media ci sguazzano. Sono i primi segnali di debolezza dell'uomo di Umeå che, attorno a Natale, non digerisce la comunicazione della società di non voler proseguire in futuro con lui alla guida tecnica. Il 7 gennaio 2009 alla vigilia di un derby, il Mago abbandona tutto e tutti, accusando l'HCL e tutte le sue componenti di lesa maestà.
Con la squadra che galleggia nel ventre molle di metà classifica, dopo l'interim per il derby vinto di Ruben Fontana, a dirigere capitan Näser e compagni viene chiamato dalla Finlandia Hannu Virta, già coach del TPS Turku. Al suo fianco viene promosso Sandro Bertaggia, ormai maturo dopo alcuni anni di formazione nella Sezione Giovanile. L'avvicinamento ai playoff, la cui partecipazione è ormai sicura, è quantomeno curioso. I bianconeri non riescono più a vincere entro il sessantesimo e disputano una serie impressionante di overtime e tiri di rigore.
L'abbinamento nei quarti di finale è Davos-Lugano. Una serie spettacolare, con emozioni dispensate a gogò, partite dal ritmo folle e l'entusiasmo che torna ad animare il popolo bianconero. Con una rete del generosissimo Conne al supplementare, il Lugano resta in vita anche sull'orlo del baratro, vince gara 6 alla Resega ai penalty e si presenta alla Vaillant Arena per la bella. Un vero disastro (7-1) che segna l'immaginario collettivo dei tifosi e macchia anche quanto di buono costruito sull'arco dei mesi. Dall'esplosione ad alto livello dei promettenti Matteo Nodari e Mauro Jörg al rientro alle competizioni, quando ormai solo pochi osavano sperarci, di Steve Hirschi. È lui, alla fine, con la sua capacità di uscire dal tunnel, il vero eroe da applaudire e l'esempio di professionalità su cui ricostruire!

### 2009-2010
Nell'estate del 2009 cambia la presidenza del club. Dopo la comunicazione di Paolo Rossi di non volersi ricandidare per ragioni personali e professionali, la Commissione Cerca designata a questo scopo identifica in Silvio Laurenti la nuova guida societaria.
Laurenti porta in dote un curriculum manageriale di tutto rispetto, come direttore generale di BIC Suisse e BIC Graphic Europe e come CEO di Caran d'Ache. Notevole anche l'esperienza accumulata quale dirigente sportivo alla testa del Viganello e dell'FV Lugano nei tempi d'oro del basket cantonale e in seguito alla vicepresidenza del FC Lugano.
La seconda grossa novità è quella di Kent Johansson in panchina come head coach affiancato da Sandro Bertaggia. Tra i tecnici più quotati nel suo Paese dove ha conquistato anche un titolo con l'HV 71, a Kenta viene affidato il compito di costruire un progetto a medio termine.
In sede di mercato, si registra la partenza di Thoresen per il lucrativo campionato russo della KHL a Ufa. Al suo posto in attacco viene ingaggiato lo statunitense Jeff Hamilton che confermerà doti di scorer ma anche scarsa propensione al gioco per il collettivo. In difesa Johansson porta alla Resega un suo pupillo, Johan Akerman che, per la verità, saprà però dare pochi impulsi. Ritiratosi Krister Cantoni e partito per Rapperswil Paterlini, approda in Ticino da Kloten il giovane Roman Schlagenhauf.
La stagione parte male. Una striscia di nove sconfitte consecutive tra metà settembre e metà ottobre fa precipitare il Lugano sotto la linea. La squadra tuttavia reagisce almeno sul piano dei risultati e, pur senza incantare dal profilo del gioco, trova un certo rendimento. I punti in classifica per la risalita arrivano in particolar modo con la creatività del primo terzetto d'attacco composto da Domenichelli, Hamilton e da un ritrovato Randy Robitaille, ma anche grazie all'innesto a stagione inoltrata del canadese Boyd Devereaux, elemento poco appariscente ma di grande utilità.
La sua stagione si chiuderà malauguratamente alla Coppa Spengler con la maglia del Team Canada, quando una carica proditoria di Forster gli procurerà un grave problema ad una vertebra cervicale. Quanto a Robitaille, il talentuoso canadese sarà il Top Scorer della Lega in regular season, ma bucherà clamorosamente nel momento topico dei playoff.
Il vero tallone d'Achille resta comunque per tutta la stagione il gioco difensivo. Una certa incostanza di Aebischer tra i pali ma soprattutto l'insufficiente copertura del portiere da parte dei compagni rendono la retroguardia bianconera tra le più permeabili del campionato.
A metà novembre la società bianconera vive una svolta nel settore tecnico. Con il ruolo di direttore sportivo viene infatti assunto Roland Habisreutinger, uomo di personalità e carattere reduce, nella medesima funzione, dalla finale dei playoff persa alla settima partita con i Kloten Flyers. Per Jörg Eberle prende avvio una nuova sfida all'interno dell'organizzazione: quella di responsabile della formazione.
Il mese di dicembre permette alla squadra di ritrovare la zona playoff. I diversi punti deboli, che si evidenziano ad ogni gara, sono però ben lungi dall'essere risolti e così tra il 10 gennaio e il 23 gennaio Näser e compagni entrano in un nuovo buco nero perdendo malamente cinque gare di fila.
La società si rende conto definitivamente che Kent Johansson, di cui non è in discussione la competenza, non è l'uomo giusto nell'ambiente particolare dell'hockey svizzero. Il suo carattere schivo e introverso ne rendono difficile il dialogo con i giocatori e con il club e l'effetto è quello di un gruppo spaesato allo sbando.
Per dare la classica scossa emotiva e non rischiare i playout, si sceglie allora di cambiare la guida in panchina, affidandosi all'indimenticato gladiatore Philippe Bozon, alla prima esperienza con i professionisti.
Il nuovo staff tecnico, con Bertaggia confermato nel ruolo di assistant-coach, conquista i punti necessari per accedere ai playoff.
Complice la lunga pausa per le Olimpiadi di Vancouver, non ha però il tempo materiale per cambiare il volto della squadra e soprattutto per dare una sua impronta ad un team dotato di classe in parecchi elementi ma privo di quella gerarchia e di quella leadership che sono la base di una squadra vincente.
Nei playoff il Berna, che conquisterà poi il titolo dopo una dura lotta in finale con il Ginevra, ha così gioco facile. I giocatori più attesi del Lugano spariscono letteralmente dalla scena e gli uomini di Larry Huras vincono la serie in sole quattro partite. Il peggior risultato dell'HCL nella storia dei playoff.
Il 6 aprile 2010 la famiglia bianconera piange invece per una tragedia. Sotto una slavina sul suo amato Monte Bar viene ritrovato il corpo del preparatore atletico Tiziano Muzio. Un uomo speciale che ha attraversato per trent'anni la vita del club, guadagnandosi la stima e il rispetto di tutti per la sua competenza, ma ancor di più per la sua sensibilità e la sua generosità. Il suo nome evocherà per sempre a Lugano valori come lo spirito di sacrificio e la passione per il proprio lavoro.

### 2010-2011
La stagione 2010/2011 coincide con il settantesimo anno di fondazione dell'Hockey Club Lugano. Un anniversario che viene celebrato con diverse iniziative sull'arco dei mesi, culminate il 29 gennaio 2011 con la disputa della gara di campionato alla Resega contro il Berna con una maglia “vintage” alla presenza nella cerimonia prepartita di gran parte dei giocatori che nei decenni hanno indossato la prestigiosa “C”.
Sul piano sportivo, la guida tecnica è affidata a Philippe Bozon, head coach e Sandro Bertaggia, assistant coach. Parecchie le partenze per motivi diversi: Romano Lemm, Alessandro Chiesa, Jeff Hamilton, Johan Åkerman, Evgeni Chiriajev.
Nel corso della tradizionale maccheronata di fine agosto, viene ritirata la maglia numero 44 di capitan Andy Näser, protagonista di tredici generosissimi campionati con i colori bianconeri. Fuori dal roster anche Randy Robitaille. Benché ancora sotto contratto per una stagione, la società non lo vuole più in spogliatoio dopo i problemi caratteriali evidenziati l'inverno precedente. In corso d'opera se ne andrà anche Timo Helbling, reo di aver aggredito fisicamente un compagno e l'head coach durante un allenamento.
Tra i nuovi, oltre al ritorno di Sébastien Reuille e all'ingaggio dei giovani difensori Lorenz Kienzle e Stefan Ulmer, spicca una batteria di stranieri, la maggior parte dei quali piuttosto giovani. Con arrivo scaglionato sull'arco dei mesi indossano così la maglia del Lugano quali “Import Players” il portiere Sébastien Caron (in alternanza con l'incostante David Aebischer), Petteri Nummelin (spesso acciaccato), il difensore Mark Popovic e gli attaccanti Josh Hennessy, Chris Bourque (figlio del famoso Ray Bourque) e Colby Genoway.
Nei mesi di settembre, ottobre e novembre il Lugano fatica maledettamente a trovare una velocità di crociera accettabile. La squadra non riesce mai a vincere due partite consecutive, la fase difensiva non convince e i presunti leader svizzeri si fanno desiderare con qualche lodevole eccezione (Julien Vauclair, Steve Hirschi, Hnat Domenichelli). I giocatori stranieri non danno gli impulsi sperati e finiscono troppo spesso nell'anonimato.
La linea per qualificarsi ai playoff si allontana sempre più e così, il 29 novembre 2010, Philippe Bozon e Sandro Bertaggia vengono sollevati dall'incarico. Al loro posto, inizialmente ad interim, in realtà fino al termine della regular season, la società dà fiducia a due uomini del club: Mike Mc Namara e Patrick Fischer, fino a quel momento brillanti head coach e assistant coach degli Juniores Elite.
Con il nuovo duo alla transenna, la squadra sembra in un primo tempo beneficiare di una scossa positiva. Qualche successo illude sulla possibilità di risalire la classifica ma le due sconfitte prenatalizie contro rivali diretti come Lakers e Ambrì pregiudicano in modo quasi definitivo la rimonta. Per la prima volta nella sua storia il Lugano è praticamente out dai playoff già a Natale!
Il rendimento generale migliora parzialmente in gennaio e febbraio ma ormai è troppo tardi per scalare la graduatoria. I bianconeri chiudono pertanto al decimo rango e il destino oppone loro nei playout i Lakers di Rapperswil da cui sono stati battuti quattro volte su quattro in regular season.
Per i playout vi è apprensione. A tre giorni dal via, la società decide di inserire un volto nuovo a capo dello staff tecnico. Mc Namara e Fischer restano come assistenti e il quarantaseienne canadese Greg Ireland, con una significativa esperienza in AHL, assume la guida del coaching staff. La mossa si rivela azzeccata se è vero come è vero che il Lugano liquida i temuti playout con quattro meritati successi consecutivi contro i Lakers. La giusta attitudine, un gioco semplice ed efficace, la crescita di qualche elemento rispetto ad una scialba regular season garantiscono la salvezza, suggellata all'overtime della quarta sfida da uno slapshot di capitan Vauclair.
Si chiude in questo modo un'annata di scarse soddisfazioni e con una preoccupante e progressiva disaffezione del pubblico. Tra le poche note liete l'integrazione in prima squadra di Alessio Bertaggia e Andrea Grassi, entrambi provenienti dalla Sezione Giovanile.

### 2011-2012
La campagna acquisti è rumorosa. Soprattutto la batteria degli stranieri subisce mutamenti di spessore. Caron, Bourque, Hennessy, Genoway e Popovic vengono congedati. Al fianco dell'altalenante Nummelin, arrivano Jaroslav Bednář, spettacolare topscorer ceco del Davos campione svizzero, l'attaccante Kimmo Rintanen, garanzia di classe e reti dopo dieci stagioni a Kloten e Rob Niedermayer, diciotto stagioni in NHL quale prezioso centro two-ways. Purtroppo quest'ultimo sarà vittima di un infortunio ad un ginocchio e, dopo una ventina di partite, lascerà il palcoscenico. Lo sostituirà dopo Natale il canadese Brett McLean, grande lavoratore a tutta pista mentre il difensore canadese Jordan Hendry completerà in corso d'opera il pacchetto degli stranieri. Ripartito Aebischer per il Nordamerica, grande fermento per il nuovo estremo difensore, il ventenne talentuoso Benjamin Conz in prestito per un anno dal Ginevra di Mc Sorley. Il giovane Schlumpf e i rodati Blatter e Steiner costituiscono ulteriori rinforzi.
A guidare questa squadra estremamente rinnovata nei suoi ranghi viene chiamato Barry Smith, sessantenne coach statunitense con grande esperienza in NHL. Smith fatica però sin dall'inizio a familiarizzare con le dinamiche dell'hockey rossocrociato e il 21 ottobre 2011, dopo un'umiliante scoppola a Kloten (9-1), abbandona la nave al suo destino rientrando inopinatamente in Nordamerica, non senza aver attaccato giocatori e società.
Il caso vuole che proprio la stessa sera il Berna licenzi sui due piedi Larry Huras, reo di non proporre un gioco sufficientemente brioso. Dopo un interludio di due gare del duo Fischer/Mc Namara, Larry l'esigente riabbraccia quindi Lugano e lo fa con la sua tipica carica di energia, dedizione quotidiana e attenzione ai dettagli. E sotto la bacchetta di Larry Potter, la squadra ritrova gradatamente una sua identità e l'accettazione del proprio ruolo per ogni attore.
Momenti-clou di una regular season all'insegna dell'incostanza ma chiusa abbastanza in scioltezza in sesta posizione sono senz'altro i sei derby tutti vinti contro l'Ambrì - un record - e l'impiego costante dei giovani Dario Simion e Diego Kostner, un traguardo importante per la sezione giovanile del club.
Sono comunque i play-off a far riassaporare ai tifosi le vere emozioni ed a far scorrere l'adrenalina che accompagna le sfide più equilibrate. Avversario dei bianconeri è quel Friborgo che in estate aveva dichiarato senza mezzi termini di puntare al titolo, assicurandosi elementi del calibro di Dubé, Gamache e Rosa. Gli uomini di Huras e Fischer bissano l'exploit di espugnare la BCF Arena con due prestazioni tatticamente e agonisticamente perfette. Non sono tuttavia in grado di ripetersi alla Resega dove s'inchinano a tre riprese. Sono così i burgundi a passare la serie dei quarti di finale con il punteggio complessivo di 4-2. Per società, staff e giocatori la soddisfazione di essere usciti a testa alta con il caloroso applauso della Resega. E ad incarnare il rinnovato spirito gladiatorio del Lugano è senz'altro Sébastien Reuille, eroico e stoico miglior marcatore della squadra nei playoff dopo aver subìto la bellezza di 80 punti di sutura al palato.

### 2012-2013
La squadra diretta alla transenna da Larry Huras presenta per la stagione 2012/2013 alcune significative novità. Il parco straniero si compone, oltre che di Nummelin, McLean e Bednar, dell'acclamatissimo Glen Metropolit e del difensore finlandese Ilkka Heikkinen, acquistati per far crescere la produzione offensiva, come pure del difensore Johann Morant e dell'attaccante Thomas Rüfenacht, ingaggiati per aumentare il potenziale di aggressività.
Tra i pali invece, terminato il prestito da Mc Sorley di Conz, Daniel Manzato e Michael Flückiger (entrambi ventottenni) si dimostreranno all'altezza delle aspettative alternandosi nella difesa della gabbia. Il giovane Jordy Murray completa il pacchetto d'attacco.
Il rendimento fino a Natale è altalenante. A brillanti prestazioni casalinghe fanno spesso seguito sconfitte di misura in trasferta. Il campionato 2012/2013 sarà comunque iscritto a caratteri cubitali nella storia dell'hockey svizzero. La mitica NHL resta infatti invischiata nel lockout fino a metà gennaio. Sul ghiaccio elvetico i tifosi possono così ammirare star del calibro di Zetterberg, Tavares, Kane, Seguin, Spezza ma anche i figliol prodigi Streit, Diaz, Weber ecc. In questa corsa al fenomeno, il Lugano pesca piuttosto bene. In difesa rafforza la squadra il giovane difensore Luca Sbisa, proveniente dagli Anaheim ma soprattutto in attacco celebra la sua classe a tutta pista Patrice Bergeron, punto di forza dei Boston Bruins e persona davvero squisita. In 21 partite con i colori bianconeri, Bergeron realizza 11 gol e 18 assist, lavora come un matto ed insegna hockey ai compagni.
Nonostante il contributo degli NHLers e complici infortuni pesanti (Hirschi, Domenichelli, Brady Murray in primis) il Lugano arriva alla pausa di Natale non tra i primi quattro come auspicato in agosto ma, inaspettatamente, sotto la riga. Fa molto discutere la separazione a novembre da Jaroslav Bednar. Il ceco si dimostra impaziente e non accetta la convivenza di cinque stranieri. Huras non lo “vede” e, dopo un'intervista di troppo, la società trova un accordo per la sua liberazione immediata. A posteriori, probabilmente un errore.
Grazie ad un ottimo mese di febbraio, Vauclair e compagni chiudono la regular season al sesto posto e affrontano con ottimismo lo Zugo nei quarti di finale dei playoff. In una serie di sette partite tirate passano però i ragazzi di Doug Shedden. Molto impiegati nella regular season, alcuni uomini chiave del Lugano non riescono a fare la differenza e gli svizzero centrali utilizzano in modo più furbo l'intero organico.
Nessuno degli obiettivi sportivi prefissati viene pertanto raggiunto. Né il quarto rango in regular season, né la semifinale dei playoff. Alcuni ragazzi del settore giovanile si sono ben profilati come titolari (Kostner, Simion, a tratti Fazzini), ma non è abbastanza.
La lunga ed approfondita analisi tecnica non lascia dunque scampo a Larry Huras che viene esonerato e sostituito in vista della nuova stagione con il suo assistente Patrick Fischer (nuovo head coach) e Peter Andersson (nuovo assistant coach).

### 2013-2014
Il 31 agosto 2013 dopo una gara amichevole alla Resega contro il TPS Turku l'HCL ritira la maglia no. 33 di Petteri Nummelin in segno di gratitudine verso il protagonista di due straordinari cicli di cinque anni all'insegna di estro, fantasia e spettacolo.
Pochi giorni dopo inizia la stagione 2013/2014. È il Lugano di Patrick Fischer e Peter Andersson che non tardano a far capire di avere le idee chiare. Con coraggio e spalleggiati dalla società, i due coach danno avvio a quella che viene chiamata la “Fischerrevolution”. Sull'arco dei mesi, a stagione in corso, il club si separa da Johann Morant, Jordy Murray, Dan Fritsche, Hnat Domenichelli e Glen Metropolit. L'obiettivo è quello di costruire una squadra veloce in grado di giocare con intensità ma anche quello di ridurre il budget. Sempre in corso d'opera raggiungono la Resega l'attaccante della Nazionale Julian Walker e il possente difensore Marco Maurer. Sul fronte stranieri dura poco l'avventura del difensore canadese Chris Campoli mentre il connazionale attaccante Jacob Micflikier disputa una buona regular season ma non incide nei playoff.
Il vero acquisto è lo svedese, campione del mondo, Fredrik Pettersson. Talentuoso, instancabile, vero leader, Pettersson diventa in breve tempo il valore aggiunto della squadra. Deludente invece l'apporto di Mikko Lehtonen approdato in Ticino nel mese di febbraio. I bianconeri partono male dal punto di vista dei risultati ma poi crescono alla grande e conquistano il calore dei tifosi. Quinti a fine stagione regolare, affrontano nei playoff l'ostico Ginevra di Mc Sorley. Le partite sono tirate ma la superiorità fisica dei granata che s'impongono 4-1 nella serie prevale. Le note positive da annotare a fine stagione sono comunque parecchie. L'inserimento costante dei giovani provenienti dal settore giovanile tra cui Giacomo Dal Pian, Luca Fazzini e soprattutto il portiere lettone di licenza svizzera Elvis Merzlikins. Agile e dotato di forte personalità, il diciannovenne Elvis gioca 22 partite ufficiali, viene selezionato in estate dai Columbus Blue Jackets e si aggiudica lo Swiss Ice Hockey Award per il miglior Rookie del campionato.

### 2014-2015
Anche la stagione successiva, la 2014/2015, viene lanciata il 6 agosto 2014 dal ritiro di una maglia storica, quella di Flavien Conne. Dopo 14 campionati in bianconero, due titoli svizzeri, cinque partecipazioni ai Mondiali e due ai Giochi Olimpici, il centro no. 40 chiude a Lugano la sua esemplare carriera. Il colpaccio di mercato della primavera 2014 si chiama Linus Klasen. Dotata di talento ed estro come pochi in Europa, la guizzante ala incanterà la platea del campionato svizzero, ispirando soprattutto il suo “gemello diverso” Fredrik Pettersson. Il duo svedese occuperà i primi due posti della classifica dei marcatori della regular season, rispettivamente con 69 e 55 punti. L'opera di rafforzamento della squadra è completata dall'ingaggio del centro finlandese Ilari Filppula, dal ritorno all'ovile del sempre più solido Alessandro Chiesa e dall'ingaggio del centro difensivo Janick Steinmann. In corso d'opera, in cambio dei partenti Dominik Schlumpf, Brady Murray ed Eric Walsky, approderanno sulle rive del Ceresio il ventenne difensore Calle Andersson, il figliol prodigo Alessio Bertaggia e l'altro attaccante Jurai Simek.
Ma il nome Lugano sarà sulla bocca dell'intero mondo hockeystico a metà dicembre, quando il club annuncia l'arrivo alla Resega, con un contratto quadriennale, di Damien Brunner dopo la sua decisione di mettere la parola fine all'avventura NHL (Detroit Red Wings, New Jersey Devils). Per le sue accelerazioni sul ghiaccio e la sua velocità d'esecuzione, l'MVP e capocannoniere della stagione 2011/2012 con lo Zugo è considerato dagli addetti ai lavori l'attaccante svizzero più spettacolare in circolazione. La stagione regolare è estremamente positiva con il terzo rango finale, il miglior piazzamento dal 2006, oltre 4'000 abbonati e una media spettatori di 5'559 persone. A testimonianza della passione crescente verso un HCL finalmente stabile a tutti i livelli.
Purtroppo i playoff regalano però poche soddisfazioni. L'incubo Ginevra si materializza per il secondo anno consecutivo. Anche se la serie (persa 4-2) è molto più tirata della precedente. Alla fine a sollevare la coppa sarà il Davos del sempiterno Del Curto. In campo femminile il massimo alloro nazionale resta invece a Lugano grazie all'ennesima impresa del Ladies Team, campione svizzero per la sesta volta nella storia.